# Фолксваген ID.4
„Фолксваген ID.4“ (Volkswagen ID.4) е модел компактни електрически кросоувър автомобили (сегмент J) на германската компания „Фолксваген“, произвеждан от 2020 година.
Това е вторият пуснат на пазара модел от серията изцяло електрически автомобили „ID.“ след средния хечбек „Фолксваген ID.3“, като алтернатива с електрическо задвижване на модела „Фолксваген Тигуан“.